# Ancien hôtel de ville de Prague
 (novembre 2020).
L'ancien hôtel de ville de Prague, capitale de la République tchèque, est l'un des monuments les plus visités de la ville. Il est situé sur la place de la Vieille-Ville.

## Histoire et architecture

### Fondation de l'ancien hôtel de ville
En 1338 les conseillers de la vieille ville de Prague achètent une ancienne maison patricienne à la famille Volfin. Au cours des siècles suivants, les bâtiments originaux disparaissent progressivement; il ne reste aujourd'hui de la structure originelle qu'un portail en pierre de style gothique, avec des moulures visibles sur le côté ouest du bâtiment. 
Les bourgmestres de la vieille ville ont prolongé la mairie d'origine vers l'ouest en achetant la maison attenante, et commencent la construction d'une tour carrée en pierre. La tour, qui était la plus haute de la ville au Moyen Âge, est achevée en 1364 et n'a pratiquement pas été modifiée depuis.
L'hôtel de ville est inhabituel sur le plan architectural, car il est construit à partir de nombreuses maisons plus petites. L'extension s'est poursuivie en 1458 lorsque la maison Mikeš est ajoutée sur le côté ouest. La salle du Conseil dans l'aile possédait une voûte en filet, soutenue par deux piliers, à la fin du XVe siècle.
La maison gothique « Cock » fut achetée en 1835 et la maison « Minute » fut vendue à la municipalité pour l'agrandissement de la mairie en 1896. La maison Mikeš a été reconstruite dans le style néo-Renaissance en 1879–1880, selon les plans d'Antonín Baum. Cette aile a été détruite dans les derniers jours de la Seconde Guerre mondiale lors du soulèvement de Prague. De nombreux concours d'architecture ont eu lieu au cours du XXe siècle, dans le but de trouver le bon plan architectonique pour l'agrandissement et la reconstruction de l'ancien hôtel de ville, mais aucun concours n'a réussi à désigner un gagnant, ou les projets gagnants n'ont pas été construits.

### Agrandissement de l'ancien hôtel de ville
Le développement architectural de l'ancien hôtel de ville au Moyen Âge est loin d'être fini après l'achèvement de la tour. La construction est interrompue en raison du mouvement hussite (1419–1434). En 1458, une autre maison est achetée sur le côté ouest, permettant d'importantes modifications à l'intérieur du bâtiment. De nouvelles salles sont créées dans l'aile sud, mais seule la salle du conseil à l'étage supérieur est conservée dans son aspect d'origine.
La reconstruction du hall d'entrée au rez-de-chaussée de la maison Volflin s'est terminée par la construction d'un nouveau portail de style gothique tardif, le style prédominant de l'architecture urbaine dans le pays depuis plus de 100 ans. L'arc gothique du portail possède des archivoltes riches en ornements en pierre. Des supports décorés soutiennent l'arc extérieur qui est un arc en ogée typique du style gothique tardif couronné par un imposant épi de faîtage. Les supports de chaque côté du portail se terminent par de minces pinacles. La structure principale date de la fin du XVe siècle, mais la double porte en bois date elle de 1652.
La fenêtre à gauche du portail est achevée quelques années plus tard et conserve le style architectural d'origine. Le constructeur a délaissé l'arc gothique traditionnel au profit d'une fenêtre rectangulaire, ornant l'épaisseur des murs de pilastres lambrissés. Une croix en pierre moulée divise la fenêtre en quatre lumières, dont les deux supérieures sont décorées des armoiries de la vieille ville de Prague et du lion tchèque. Entre et légèrement au-dessus d'eux se trouve le symbole «W», représentant l'initiale royale du roi de Bohême Vladislas II de Hongrie (1456-1516) de la dynastie Jagellon. De riches décorations végétales en pierre ornent le haut de la fenêtre.
La fenêtre de la façade sud date des années 1520 et porte des traces de style Renaissance. La fenêtre centrale elle-même est la seule pièce d'origine, car les deux ailes plus petites ont été ajoutées en 1731. Elle est surmontée d'une haute corniche moulurée avec une décoration en plastique. Des piliers supportent des pilastres lambrissés se terminant par des chapiteaux sur lesquels repose l'architrave avec l'inscription « Praga caput regni » (Prague, capitale du royaume). La fenêtre est surmontée d'un tympan semi-circulaire portant les armoiries de la vieille ville de Prague. D'une manière générale, les fenêtres latérales sont conservées dans le même style que la fenêtre principale originale de la Renaissance, mais les auvents au-dessus du pilastre, de style gothique, y font exception. Le style Renaissance est également visible dans une autre fenêtre située juste au-dessus du portail gothique de la maison Volflin du XVIe siècle.

#### La salle du Conseil

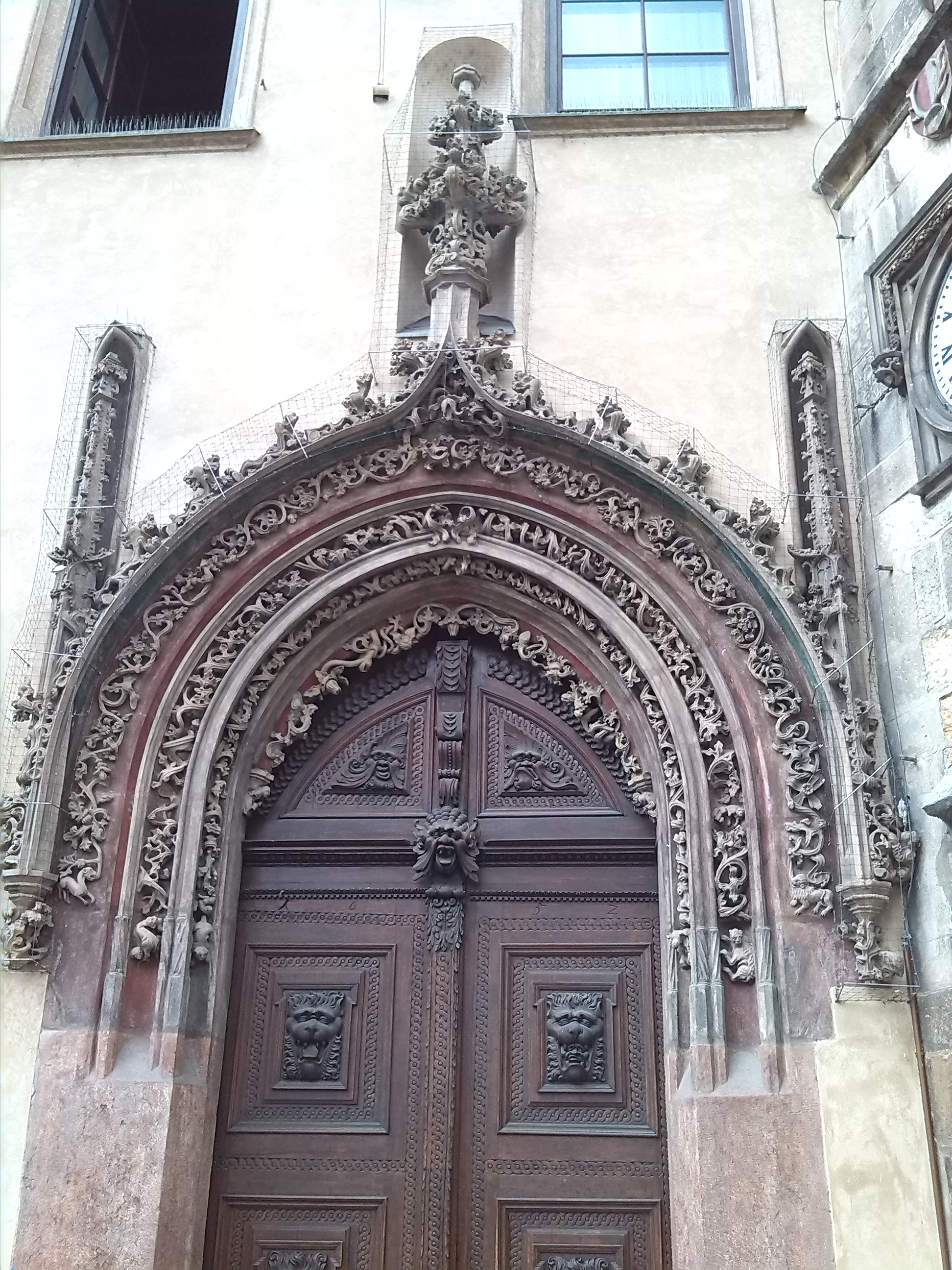
Une porte de style gothique tardif dans la maison adjacente à la tour sert d'entrée principale à l'ancien hôtel de ville.

La vaste reconstruction de l'ancien hôtel de ville au début des XVe et XVIe siècles comprenait la construction de l'aile Est attenante au mur nord de la tour. Un bâtiment monumental a été construit pendant la période gothique tardive. Il y avait une salle du conseil avec une voûte en filet qui donnait à la pièce un sentiment d'espace.

#### Reconstructions
La structure d'origine a été gravement endommagée par des modifications à la fin du XVIIIe siècle, et a finalement disparu complètement lors de la construction d'une nouvelle aile de style néo-gothique dans les années 1840. L'aspect gothique original de l'aile Est n'a été conservé que dans des gravures anciennes.
La reconstruction a également affecté le noyau historique de l'ensemble du bâtiment de la mairie. L'intérieur des trois maisons formant l'aile sud a été reconstruit et la maison Mikeš, la troisième de la rangée, a également été rénovée de l'extérieur. Deux pignons et oriels néo-gothiques ont été ajoutés à la façade et l'architecte Gruber a ajusté l'entrée en ajoutant deux arcs semi-circulaires. D'autres rénovations en 1879 ont donné à la façade un aspect néo-Renaissance et deux hautes fenêtres ont été ajoutées au deuxième étage, l'une d'elles portant l'inscription « Dignitatis memores — ad optima intenti » (Gardez à l'esprit votre dignité - faites de votre mieux) sur l'architrave.

#### L'incendie de l'aile Est et Nord
L'aile Est et l'ajout d'une autre aile nord ont été réalisés lors de la reconstruction au XIXe siècle. Ces deux ailes sont détruites par un incendie lors du soulèvement de Prague en mai 1945 et seul le mur attenant à la tour survit, donnant une indication de l'aspect de cette partie de la vieille mairie.

#### La maison Cock
En 1835, l'aile sud est encore agrandie par l'ajout d'une quatrième maison, «la maison Cock», achetée par le conseil municipal cette année-là. Dans ce bâtiment très ancien, la salle romane du début du XIIIe siècle a été conservée, et au premier ainsi qu'au deuxième étage se trouvent des salles de style gothique tardif avec des plafonds Renaissance. La façade a été rénovée dans la première moitié du XIXe siècle dans le style Empire.

#### La Maison Minute
A la fin du XIXe siècle, d'autres bâtiments sont ajoutés à l'îlot de la Mairie, dont la maison «Minute», maison d'origine gothique datant du début du XVe siècle, et décorée au début du XVIIe par une série de dessins de sgraffites représentant des thèmes classiques et bibliques. La plupart des modifications ultérieures n'affectèrent que l'intérieur de la maison et respectèrent l'extérieur historique de l'aile sud.

## Intérieur de l'ancien hôtel de ville

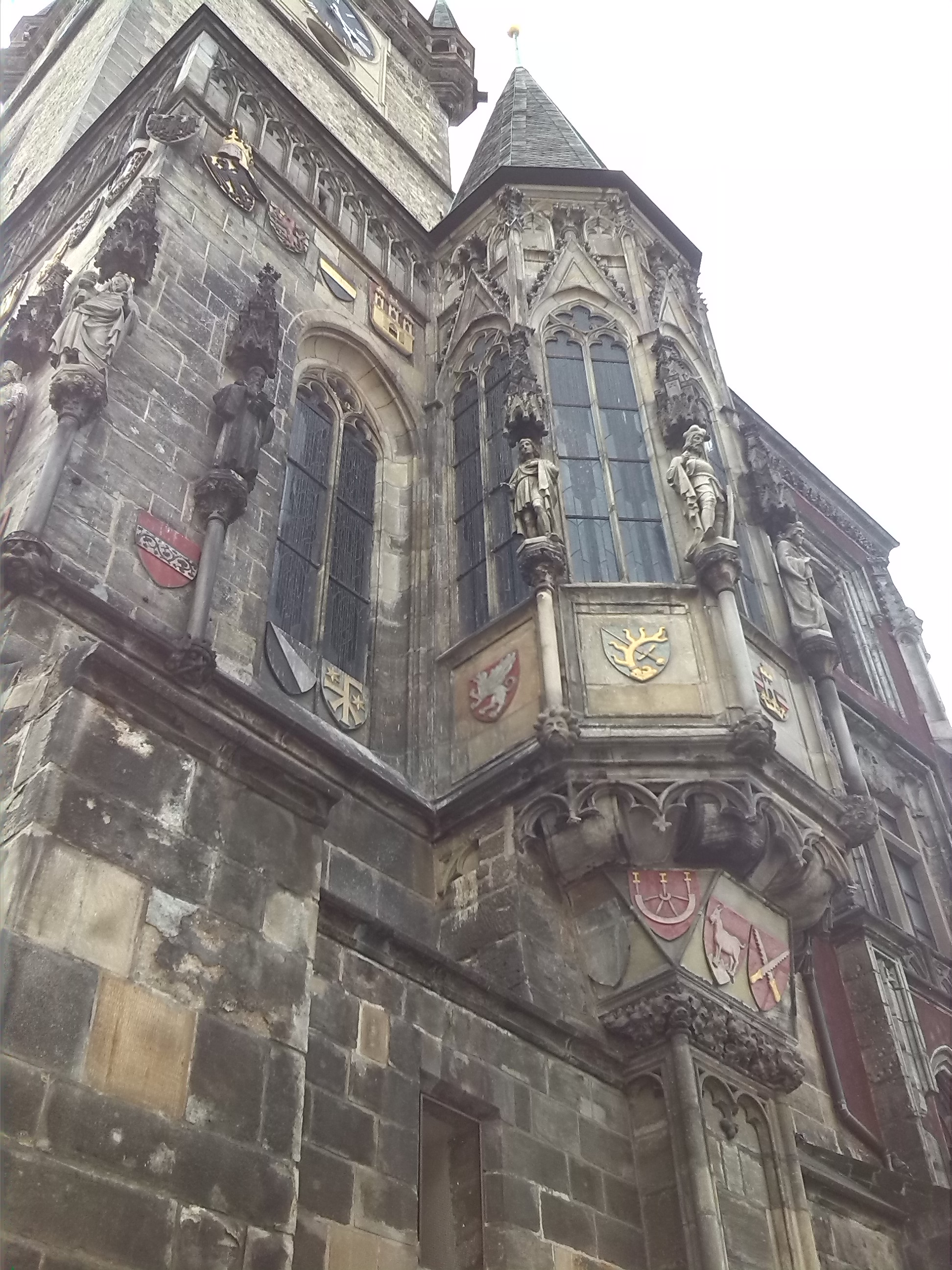
La chapelle de l'hôtel de ville dans la tour, consacrée en 1381.

La disposition des pièces se conforte avec l'imposante apparence du bâtiment.

### Les deux halls d'entrée
Le grand hall d'entrée est créé lors de la reconstruction à la fin du XVe siècle. La voûte de style gothique tardif ajoute à l'impression d'espace du hall d'entrée. Il y a deux grandes mosaïques sur les murs latéraux, créées par l'architecte tchèque Vojtěch Ignác Ullmann d'après les dessins de Mikoláš Aleš (1936–1939). La mosaïque sur le mur occidental utilise des thèmes tirés de la mythologie nationale, montrant la princesse Libuše annonçant la gloire de Prague. Sur le mur opposé se trouve une allégorie intitulée « L'hommage de la Slavdom à Prague ». Les ornements de la voûte contiennent des armoiries et des représentations symboliques de grands événements de l'histoire de la nation. Les rénovations modernes du deuxième hall d'entrée ont modifié l'architecture originelle. Il y a une statue en bronze du sculpteur tchèque Josef Václav Myslbek, achevée en 1885, représentant le légendaire barde Lumír accompagné de la figure allégorique de Song.

### Le premier étage
L'escalier menant au premier étage a été conçu par l'architecte Jan Bělský (1853–1854). Ici, les salles ont été adaptées pour accueillir les cérémonies de mariage. L'intérieur est de style gothique tardif de la première moitié du XVIe siècle. La façade est dominée par une large fenêtre Renaissance. Les voûtes sont décorées de peintures de Cyril Bouda, peintre et illustrateur tchèque.

### Le troisième étage
Le portail Renaissance au troisième étage avec une porte intersia date de 1619. Il est encadré de marbre rouge poli de la fin du XVIe siècle. Deux colonnes lisses à fût-anneaux soutiennent un entablement à corniche à pignon contenant un buste en relief du roi et un cartouche avec l'inscription « Senatus ». Le portail est surmonté par les armoiries de la vieille ville flanquées de figures allégoriques représentant la vérité et la justice. La montant de l'ancien portail est formée par une entrée en marbre blanc de 1945 portant l'inscription « Presidium ». De l'autre côté du portail se trouve le vestibule, décoré de tableaux en forme de lunette de Václav Brožík de la seconde moitié du XIXe siècle.

### La salle des assemblées

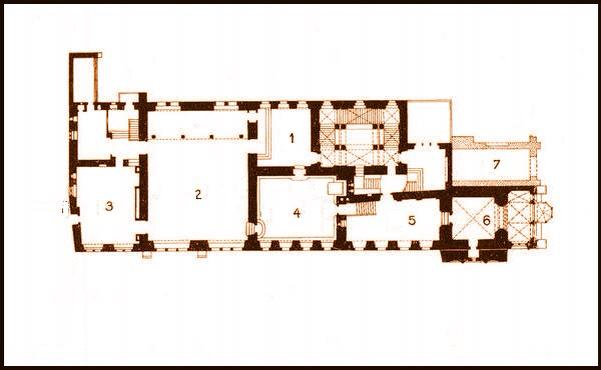
LÉGENDE AU PLAN DU DEUXIÈME ÉTAGE DE LA VIEILLE HÔTEL DE VILLE: 1. Hall d'entrée, 2. Salle des sessions, 3. Salle Jiřík, 4. Ancienne salle du Conseil, 5. Salle publique, 6. Chapelle de l'hôtel de ville, 7. Torse de l'aile est détruite

Tous les vestiges de l'architecture originale dans la salle des assemblées attenante sont effacés lors de rénovations en 1879–1910. La salle est dominée par deux grandes toiles, œuvre du peintre Václav Brožík. L'un représente la défense de Jan Hus devant le concile de Constance en 1415, et le second l'élection de Jiří de Podebrady en 1458. La salle Jiřík attenante est décorée dans le style gothique tardif avec des restes de peintures murales datant de la fin du XVe siècle. Une grande partie de la décoration historique de cette salle a été restaurée par l'architecte Pavel Janák entre 1936 et 1938.

### La salle du Conseil
L'ancienne salle du conseil jouxtant la salle des assemblées de l'autre côté est considérée comme l'une des plus belles salles de l'hôtel de ville. Bien que rénovée à plusieurs reprises, elle a conservé son caractère d'origine gothique tardif datant d'environ 1470. Le plafond à caissons en bois, polychromé dans la seconde moitié du XVIe siècle, repose sur des poutres moulurées renforcées en 1638 par l'ajout de solides chaînes dorées. Les murs sont ornés de boiseries gothiques, de nombreux emblèmes et les armoiries de la vieille ville. Les deux portails d'entrée sont de style gothique tardif. L'élément le plus précieux à l'intérieur, cependant, est une sculpture en bois du début du XVe siècle, du Christ en croix. Il est situé sur un support orné du buste d'un ange et de l'inscription « Juste iudicate filii hominis » (Juge à juste titre, ô fils de l'homme), en guise d'avertissement aux conseillers qui y siègent. La statue est de style gothique tchèque qui était à son apogée au tournant des 14e et 15e siècles. Les autres sculptures de l'ancienne salle du conseil sont plus récentes; la Madone est du XVIe siècle, Saint Venceslas et Sainte Ludmila du XVIIe siècle et la statue de Jean-Baptiste du XVIIIe siècle. La chaudière baroque à calandre dorée et la statue de la Justice datent de 1736.

### La chapelle de la mairie
L'ancienne salle principale et la chapelle de l'hôtel de ville sont accessibles par une porte métallique. La salle principale, autrefois destinée aux séances de l'assemblée du conseil municipal, a probablement été construite dans la seconde moitié du XVe siècle avec la salle du conseil, mais a été complètement détruite lors de l'incendie de mai 1945. La chapelle de l'hôtel de ville dans la tour, consacrée en 1381, subit un sort similaire. Seul le magnifique portail, l'un des plus anciens monuments conservés, a survécu. L'arche murale semi-circulaire avec de riches moulures est soutenue par de minces colonnes se terminant par des pinacles gothiques. Il y a des emblèmes, souvent répétés, sur les colonnes, qui datent du règne de Venceslas IV. L'emblème se compose d'un martin-pêcheur et de la lettre «E», entourée d'un torse. Le style et les emblèmes personnels de Venceslas indiquent que le portail a été construit par la loge royale des tailleurs de pierre.

### La salle des architectes

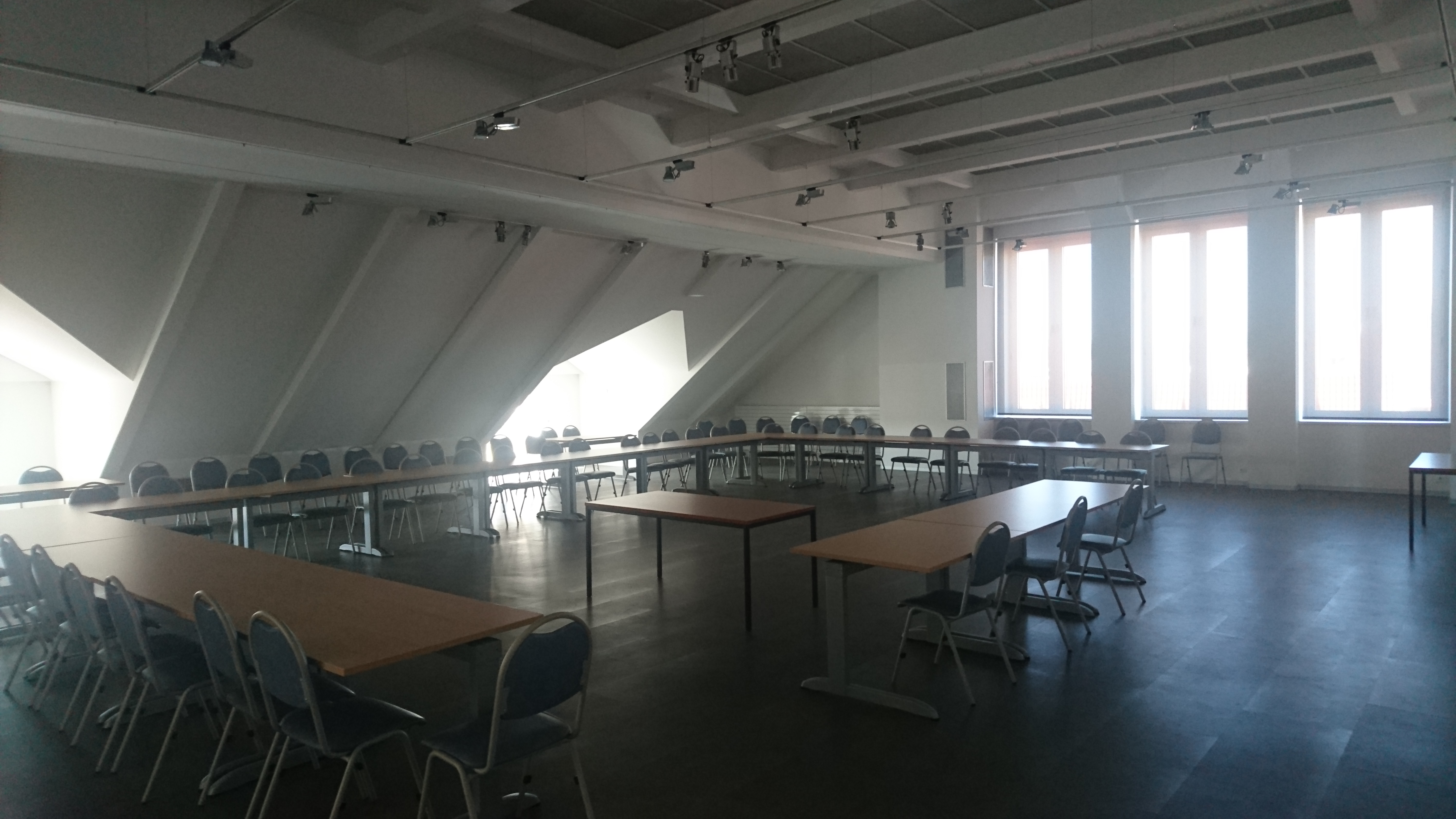
Intérieur de la salle des architectes

L'Institut de planification et de développement de la ville de Prague a organisé et préparé des expositions dans la salle des architectes de l'ancien hôtel de ville et a co-organisé des événements d'information dans le domaine de l'architecture, de l'urbanisme et de l'aménagement du territoire . Le hall d'exposition est situé au cinquième étage dans les combles de la mairie. Cet espace a été récemment rénové et équipé de moyens technologiques modernes pour les événements s'y déroulant. Des séminaires, des conférences et diverses expositions y sont organisés. L'exposition permanente est une maquette de la ville de Prague de la fin du XXe siècle à l'échelle 1: 1000.

## L'Horloge

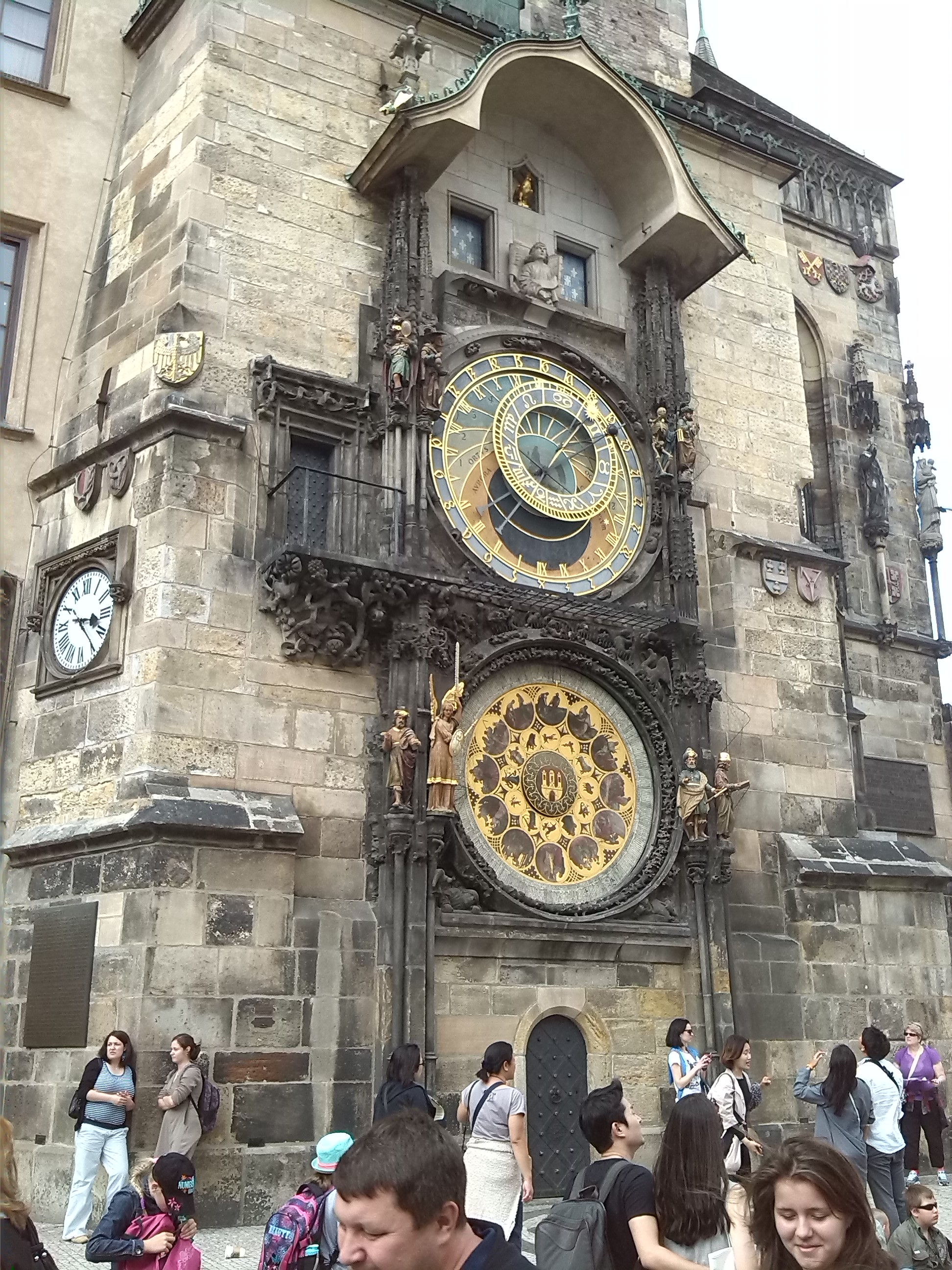
L' horloge est la partie la plus fascinante de l'hôtel de ville, elle a été construite pour la première fois dans la première décennie du XVe siècle.

L' horloge est l'élément le plus célèbre de l'hôtel de ville, construite pour la première fois dans les années 1400. La première version a été achevée en 1410 par l'horloger Mikuláš de Kadaň et l'astronome Jan Šindel . Les reconstructions ultérieures ont complètement changé la première conception, mais des traces écrites confirment qu'elle possédait déjà toutes les caractéristiques de base. La première reconstruction d'envergure a probablement été réalisée en 1490 par le maître d'horlogerie Jan Růže (également appelé Hanuš), un ancien serrurier de la ville, qui a produit une horloge basée sur un système pendulaire, bien que l'exactitude historique des contributions de Růže soit contestée. La décoration architecturale est également de cette époque et se compose d'un système de colonnes minces de style gothique tardif encadrant l'horloge et de riches décorations en plastique de motifs figuratifs et floraux.
Jan Táborský de Klokotská Hora  répare et perfectionne l'horloge dans les années 1552–1572. Bien que certains changements aient été apportés depuis à l'apparence extérieure de l'horloge, ses caractéristiques fondamentales sont restées inchangées. Les réparations les plus récentes ont été effectuées après la Seconde Guerre mondiale lorsque les personnages d'origine gravement endommagés ont été remplacés par des statues de Vojtěch Sucharda .

### Les statues de l'Horloge
L'horloge se compose de trois unités indépendantes: les chiffres en mouvement, le cadran astronomique et le cadran du calendrier. Les figures se mettent en mouvement au rythme de chaque heure par un mécanisme complexe.